# Línea M-250 (Campo de Gibraltar)
La Línea M-250 o Búho Bus fue un servicio nocturno de transporte público en autobús del Consorcio de Transporte Metropolitano del Campo de Gibraltar. Unió La Línea de la Concepción con Tarifa pasando por San Roque, Palmones y Algeciras.
Circuló los viernes y sábados por la noche, del 15 de junio al 15 de septiembre de 2012. Esta línea fue diseñada para satisfacer la demanda de movilidad nocturna durante el verano, especialmente las ferias y el ocio juvenil de los fines de semana. El Búho Bus estuvo en todo momento vigilado por un guardia de seguridad.
En el verano de 2013 no continuó su circulación, viéndose reducido su recorrido al trayecto de Algeciras a Tarifa, en la nueva línea M-151. El 82% de los usuarios del bus búho de 2012 viajó entre estas dos ciudades.